# Merdeka 118
Merdeka 118 (cũng được gọi là PNB 118, tên cũ là KL 118 và Warisan Merdeka Tower) là một tòa nhà chọc trời  118 tầng với chiều cao 678,9 m ở Kuala Lumpur, Malaysia. Đây là kiến trúc cao thứ hai thế giới, vượt qua Tokyo Skytree cao 634,3 m (2.080 ft) và là toà nhà cao thứ hai thế giới  , vượt qua Tháp Thượng Hải cao 632,3 m (2.073 ft). Công trình hoàn thành năm 2022.
Tên tòa tháp là, Merdeka (tiếng Mã Lai: 'độc lập'), được truyền cảm hứng bởi vị trí gần với hai địa danh lịch sử, nổi bật là sân vận động Merdeka và sân vận động Negara. Sân vận động Merdeka có ý nghĩa quan trọng khi là địa điểm chính thức tuyên bố của đất nước về độc lập vào ngày 31 tháng 8 năm 1957. Vào tháng 11 năm 2021, phần chóp của tòa nhà được hoàn thành.
Khi hoàn thành vào cuối năm 2022, đây sẽ là tòa nhà cao nhất ở Malaysia và Đông Nam Á (vượt qua tòa Landmark 81 tại Thành phố Hồ Chí Minh), và cũng là cao thứ nhì trên thế giới. Tòa nhà cũng sẽ là tòa nhà đầu tiên ở Malaysia nhận được xếp hạng ba bạch kim từ các chứng nhận về tính bền vững trên toàn thế giới, bao gồm Lãnh đạo về thiết kế năng lượng và môi trường (LEED).